# Silkeborg Langsø
Silkeborg Langsø är en sjö i staden Silkeborg i Danmark.   Den ligger i Region Mittjylland, 190 km väster om Köpenhamn. Silkeborg Langsø ligger 19 meter över havet. Arean är 2,1 kvadratkilometer. Danmarks längsta vattendrag, Gudenå, flyter igenom sjön.